# Gaydon
Gaydon ist ein Dorf in Warwickshire, England.

## Geographie

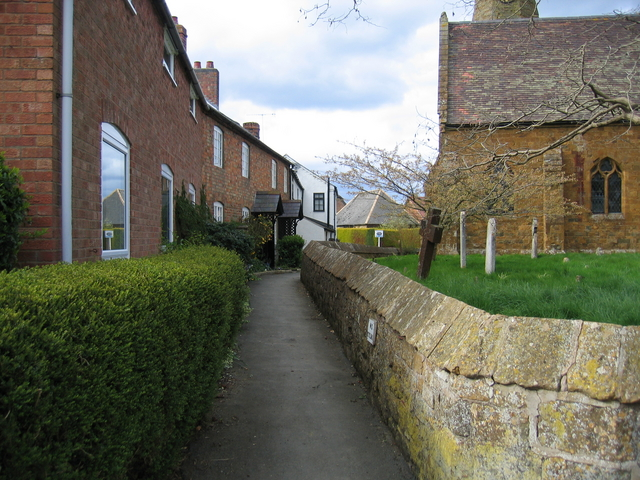
Gaydon

Gaydon ist geprägt durch zwei Hauptstraßen, der Banbury Road und der Kineton Road/Southam Road.

## Automobilindustrie
Im Gewerbegebiet nordöstlich von Gaydon ließen sich zum Teil Automobilhersteller nieder. Zu denen gehört unter anderem das Entwicklungszentrum von Jaguar Land Rover. Am bekanntesten ist jedoch das 2003 eröffnete Werk von Aston Martin. Außerdem befindet sich das British Motor Museum in Gaydon.